# مسجد بن عقيل (الطائف)
مسجد بن عقيل، من المساجد الأثرية في مدينة الطائف، ويُنتسب إلى من له دورٌ كبير في المسجد الحرام.

## سبب تسمية المسجد
يُنسب إلى عقيل بن عمر السقاف العلوي الشافعي المكي المتوفى سنة 1291هـ، والمدرس بالمسجد الحرام، وكان أحد وجهاء مكة المكرمة آنذاك، من مؤلفاته رسالة تتعلق بجمع القرآن الكريم، وهو أحد الذين قاموا بالتدريس بهذا المسجد في بداية العهد السعودي في عهد الملك عبدالعزيز ثم انتقل إلى الرياض لتدريس المواد التالية: القرآن الكريم، والتوحيد، وتحسين الخط، والحساب.

## موقع المسجد
يقع في محلة أسفل قرية الهضبة شرق مكتب البريد المركزي، وقد أُزيل عندما أُزيلت محلة أسفل بكاملها للصالح العام لتحسين وتطوير مدينة الطائف عام 1401هـ.

## وصلات خارجية
- مساجدُ الطائف القديمة تحفةٌ معماريةٌ.. وشاهدٌ حضاري.
- المساجد الأثرية تحكي تاريخ الطائف.